# White Birds Productions
White Birds Productions war ein französisches Entwicklerstudio für Videospiele.

## Geschichte
White Birds wurde im August 2003 von Benoît Sokal, Olivier Fontenay, Jean-Philippe Messian und Michel Bams gegründet. Alle vier hatten zuvor bei Microïds gearbeitet und dort unter anderem an den Adventures Amerzone, Syberia und Syberia II mitgewirkt. Grund für die Kündigung bei Microïds war, dass die vier Gründer sich in ihrer kreativen Freiheit eingeschränkt sahen und ihre künstlerischen Ideen ausarbeiten wollten, ohne dabei zwingend auf das Metier der Computerspiele festgelegt zu sein. Standort des neuen Studios war Joinville-le-Pont; dort wurden 30 Angestellte beschäftigt. Neben Computerspielen produzierte die Firma von 2005 bis 2008 auch die von Sokal geschriebene und von Brice Bingono gezeichnete, vierbändige Comicserie Paradise, die vom belgischen Verlag Casterman vertrieben wurde. Das 2006 erschienene Adventure Paradise baut inhaltlich auf den Comics auf. 2008 geriet White Birds in finanzielle Schwierigkeiten, da der Markt für PC-Adventures stark geschrumpft war. Zwei geplante Projekte, das von Sokal und François Schuiten sowohl als Animationsfilm als auch als Computerspiel konzipierte Aquarica sowie ein Nachfolger zu Sinking Island, wurden eingestellt, und die Firma konzentrierte sich auf künstlerisch weniger anspruchsvolle, aber lukrative Spiele für den Nintendo DS. Ende 2010 geriet die Firma endgültig in finanzielle Schieflage und musste trotz zuletzt erfolgreich lancierter iOS-Titel geschlossen werden.

## Veröffentlichte Spiele
| Jahr | Titel                             | Plattform   | Vertrieb                                  | Anmerkung                                                                                 |
| ---- | --------------------------------- | ----------- | ----------------------------------------- | ----------------------------------------------------------------------------------------- |
| 2006 | Paradise                          | PC          | Ubisoft                                   |                                                                                           |
| 2007 | Sinking Island                    | PC          | Microïds                                  |                                                                                           |
| 2007 | Emma at the Farm                  | Nintendo DS | Nobilis (Europa), Aspyr (Nordamerika)     | Beruht auf dem Buch Martine à la Ferme von Marcel Marlier und Gilbert Delahaye (1954).    |
| 2008 | Nikopol: Secrets of the Immortals | PC          | Got Game                                  | Beruht auf der Comic-Trilogie Alexander Nikopol von Enki Bilal                            |
| 2008 | Emma at the Mountain              | Nintendo DS | Nobilis (Europa), Aspyr (Nordamerika)     | Beruht auf dem Buch Martine à la Montagne von Marcel Marlier und Gilbert Delahaye (1959). |
| 2009 | Last King of Africa               | Nintendo DS | Focus Home Interactive                    | NDS-Adaption von Paradise.                                                                |
| 2009 | Upside Down                       | iOS         | White Birds                               |                                                                                           |
| 2010 | Babel Rising                      | iOS         | Bulkypix                                  | Weiterentwicklung durch Mando Productions.                                                |
| 2010 | SocCars                           | iOS         | Bulkypix                                  |                                                                                           |
| 2010 | Crime Scene                       | Nintendo DS | Nobilis (Europa), SouthPeak (Nordamerika) | Je nach Land auch als Criminology erschienen.                                             |
| 2010 | Last King of Africa               | iOS         | Bulkypix                                  | Unterteilt in 3 Episoden, nur Episode 1+2 erschienen.                                     |
| 2011 | Cardboard Castle                  | iOS         | Bulkypix                                  | Nach Liquidation erschienen.                                                              |